# Hải lưu Bắc Xích đạo
Hải lưu Bắc Xích đạo là các hải lưu lớn đáng kể tại Thái Bình Dương và Đại Tây Dương chảy theo hướng từ đông sang tây giữa khoảng 10° vĩ bắc và 20° vĩ bắc. Nó là mặt phía nam của hoàn lưu cận nhiệt đới theo chiều kim đồng hồ. Mặc dù có tên gọi là bắc xích đạo, nhưng hải lưu bắc xích đạo không nối liền với xích đạo. Trong cả hai đại dương, nó bị chia tách với đường xích đạo bởi phản hải lưu Bắc Xích đạo, là hải lưu chảy theo hướng từ tây sang đông. Dòng chảy bề mặt theo hướng từ đông sang tây tại khu vực xích đạo ở cả hai đại dương này (và cả của Ấn Độ Dương) đều là một phần của các hải lưu Nam Xích đạo. Tại Thái Bình Dương và Đại Tây Dương, hải lưu nam xích đạo vượt qua đường xích đạo tới khoảng 5° vĩ bắc.